# 十三五之歌
《十三五之歌》（The 13 WHAT）是一部由中國的復興路上工作室製作的宣傳性質英语歌曲MV。該視頻由歐美歌手演唱，长约3分钟，以Rap的方式对中國政府的十三五规划（第十三个五年规划纲要）进行解释。製作該曲的“復興路上工作室”此前亦曾製作同類視頻《领导人是怎样炼成的》。該視頻爲此工作室2015年發佈的第七部短片。

## 制作背景及过程
2015年10月26日至29日，中国共产党第十八届中央委员会第五次全体会议（中共十八届五中全会）在北京举行。此次会议讨论的核心议题为十三五规划。在会议举办的同日，曾经制作过《领导人是怎样炼成的》短片的“复兴路上工作室”，推出了《十三五之歌》单曲MV。
据北美《世界日报》引用博聞社的报道，这部MV由中共現任總書記習近平之女習明澤幕後執導。报道还指出習明澤负责该MV的前期策劃、撰稿、編輯和後期製作工作。

## 内容及特点
《十三五之歌》采用動漫形式，以美式搖滾及Rap的方式，对中國的十三五规划进行解释，先後說明中國官方對十三五的定义、制定者、制定方式、制定完成和執行方式。这部MV中畫面反覆出現「135」三個數字。全曲共分5段，长约3分钟。中华人民共和国官方认为，该MV以更理解的方式来宣传中国大陆的立场，让民众了解十三五规划。此举不仅能增加沟通的效果，也能让年轻一代能够更好地理解和接受。

## 反响
《人民日報》稱，《十三五之歌》发布后，便迅速走紅。該曲在中國大陆社交網絡和視頻平台流行，《人民日報》和新華社的官方視頻頻道也做了發佈，新華社也以《歐美歌手說唱『十三五』 洗腦神曲在國外火了》为题进行了报道。这部MV最初在優酷平台发布，在发布的一天之內共吸引56万人次的点击，隨後微信用戶也在其朋友圈分享該視頻。然而由于中国防火长城的屏蔽，在Facebook、Twitter和YouTube等平台，沒有出现大量轉發和分享該視頻的趋势，在《人民日報》YouTube頻道的播放次数仅有114次。
这部MV也受到部分西方媒体的关注。英国《每日电讯报》、美国《大西洋月刊》、《赫芬顿邮报》、《纽约时报》、英国《金融时报》等，均对《十三五之歌》作出报道和评论。而BBC报道称，这部MV为中國的对外宣传做出了新嘗試。
香港浸會大學新聞系高級講師張少威称，從製作技巧上來講，一句“十三五”外國人並不一定能聽懂。他还表示「如果你相信外國人的腦子這歌能洗得了的話，那中國就不要說自己沒有軟實力了。」復旦大學新聞學院副教授周笑贊稱「浸透在骨子裡的國際化，烘托出時代感鮮明的當下中國。精準點擊十三五要點，是一個活力十足的新主流宣傳片！」。另外也有一些外媒對該歌曲涉及負面的評價，有境外網民更諷刺這是「中國新型武器」，笑言「對準美國南海軍艦播放，肯定美國人會夾著尾巴逃」，还有人直言「比文革样板戏更具殺傷力」。台湾《苹果日报》称，这些负面评价遭到中國官媒的刻意迴避。